# پهلروان
پهلروان (به انگلیسی: Phularwan) یک منطقهٔ مسکونی در پاکستان است که در پنجاب واقع شده‌است.